# Sabine Wehking
Sabine Wehking (* 1956) ist eine deutsche Germanistin und Historikerin. Als Autorin veröffentlichte sie insbesondere über die Deutschen Inschriften (DI) verschiedener Städte und Landkreise im norddeutschen Raum. Wehking ist freie Mitarbeiterin der Akademie der Wissenschaften zu Göttingen.

## Leben
Sabine Wehking studierte von 1975 bis 1981 Geschichte und Germanistik an der Universität Göttingen, an der sie 1986 mit ihrer Arbeit zu den Inschriften der Stadt Osnabrück promoviert wurde.
Schon zuvor wurde Wehking 1980 in der Inschriftenkommission der Göttinger Akademie der Wissenschaften tätig.

## Ehrung
Sabine Wehking wurde 1999 mit dem ersten „Geschichtspreis der Stadt Minden“ für die Arbeiten Minden-Band der Deutschen Inschriften (DI 46) ausgezeichnet.

## Schriften (unvollständig)

### Inschriften-Inventare (DI, Deutsche Inschriften)
- Die Inschriften der Lüneburger Klöster: Ebstorf, Isenhagen, Lüne, Medingen, Walsrode, Wienhausen, Reichert, Wiesbaden, 2009, ISBN 978-3-89500-702-6. (Online)
- Die Inschriften des Landkreises Göttingen, Reichert, Wiesbaden 2006, ISBN 978-3-89500-516-9 und ISBN 3-89500-516-9. (Online)
- (mit Kristine Weber): Die Inschriften der Stadt Lemgo, nach der Sammlung und den Vorarbeiten von Hans Fuhrmann, hrsg. von den Akademien der Wissenschaften in Düsseldorf, Reichert, Wiesbaden 2004, ISBN 3-89500-345-X. (Online)
- Die Inschriften der Stadt Braunschweig von 1529 bis 1671, gesammelt und bearbeitet von Sabine Wehking auf Grund einer von 1945 - 1986 vorgenommenen Materialsammlung von Dietrich Mack, Reichert, Wiesbaden 2001, ISBN 3-89500-251-8. (Online)
- Die Inschriften der Stadt Minden, mit einem Geleitwort von Raymund Kottje, Reichert, Wiesbaden 1997, ISBN 3-89500-049-3. (Online)
- Die Inschriften der Stadt Hannover, Reichert, Wiesbaden 1993, ISBN 3-88226-551-5. (Online)
- Die Inschriften der Stadt Osnabrück, Reichert, Wiesbaden 1988, ISBN 3-88226-382-2. (Online)

### Inschriften allgemein
- (mit Christine Wulf): Leitfaden für die Arbeit mit historischen Inschriften (= Schriften zur Heimatpflege des Niedersächsischen Heimatbunds, Bd. 10). Knoth, Melle 1997, ISBN 3-88368-295-0
- (mit Christine Wulf): Hausinschriften und Reformation. In: Denkmalpflege, Berichte zur Denkmalpflege in Niedersachsen, Jg. 37, 2017, S. 230–234.

### Sonstige Schriften
- Die Geschichte des Amtes Gieboldehausen. Mecke, Duderstadt 1995, ISBN 3-923453-71-X.

- „Ein jeder darf sich gleichen Rechts erfreu'n…“ Die Geschichte der katholischen Kirche in Göttingen, 1746-1990, in der Reihe Studien zur Geschichte der Stadt Göttingen, Bd. 17, Göttingen: Vandenhoeck und Ruprecht, 1992, ISBN 3-525-85418-8. (Und ähnlich: Die Entwicklung der katholischen Gemeinde in Göttingen 1786-1866, in: Ernst Böhme (Hrsg.): Göttingen. Geschichte einer Universitätsstadt, Bd. 2: Vom Dreißigjährigen Krieg bis zum Anschluss an Preußen: Der Wiederaufstieg als Universitätsstadt (1648 - 1866) mit Tabellen. Vandenhoeck und Ruprecht, Göttingen 2002, ISBN 3-525-36197-1; teilweise online über Google-Bücher)
- (mit Gerhard Rexhausen Hrsg., Wilfried Basdorf Mitarb.): Die Chronik des Fleckens Gieboldehausen: 1003–2003. Mecke, Duderstadt 2003, ISBN 3-932752-97-X.
- (mit Gerhard Rexhausen, Rüdiger Pump): Die Wallfahrtskapelle auf dem Höherberg: 1856–2006. Hrsg. Kirchengemeinde Wollbrandshausen (und Gieboldehausen), 2006, ISBN 3-00-017858-9.